# 泰国护照
泰国护照是由泰国外交部领事事务部护照部门签发给泰国公民的旅行证件，从2005年8月开始签发生物特徵護照。

## 特征
泰国普通护照封面为暗红色，在中间印有泰国国徽。泰国外交护照的封面为蓝色， 外交护照封面为红色，还有临时护照的封面为绿色。所有种类的护照均有“หนังสือเดินทาง ประเทศไทย”的字样在封面国徽之上，然后“THAILAND - PASSPORT”字样在国徽之下。生物特征护照标志位于护照下方。泰国护照共有50页。

## 护照种类
- 身份证明书（C.I.）─签发给护照被盗、护照丢失、护照的紧急返国的泰国公民（C.I. 有效期为10天，返回泰国便失效。）
- 外国人旅行证件（黄色封面）─签发给具有泰国永久居留权的非泰国公民。此证件持有人在离境前必须申请再次入境许可。外国人旅行证件不可以签发给具有有效护照的泰国公民。
- 临时护照（暗绿色封面）─签发给在国外等待新护照或需要前往其他国家的泰国公民。（有效期一年且必须在获得新护照时回国。）
- 朝圣护照─签发给泰国的前往麦加朝圣的穆斯林（有效期两年）
- 普通护照（栗色封面）─签发给普通旅行者，例如旅游和商务活动者。（有效期五年）
- 公务护照（暗蓝色护照）─签发给代表泰国政府的人士或执行公务的泰国政府工作人员。
- 外交护照（红色封面）─签发给泰国王室成员，最高等级政府公务人员以及外交信使。

## 花费
- 普通护照 1,000泰铢；
- 公务护照 1,000泰铢；
- 外交护照 免费；
- 朝圣护照 400泰铢；
- 外国人旅行证件 500泰铢；
- 临时护照 296泰铢。

## 個人資料頁
泰国护照包含以下信息：
- 持照人相片（数字相片在本页）
- 类型/รหัส（'P' 为普通护照 / 'O' 为公务护照 / 'D' 为外交护照）

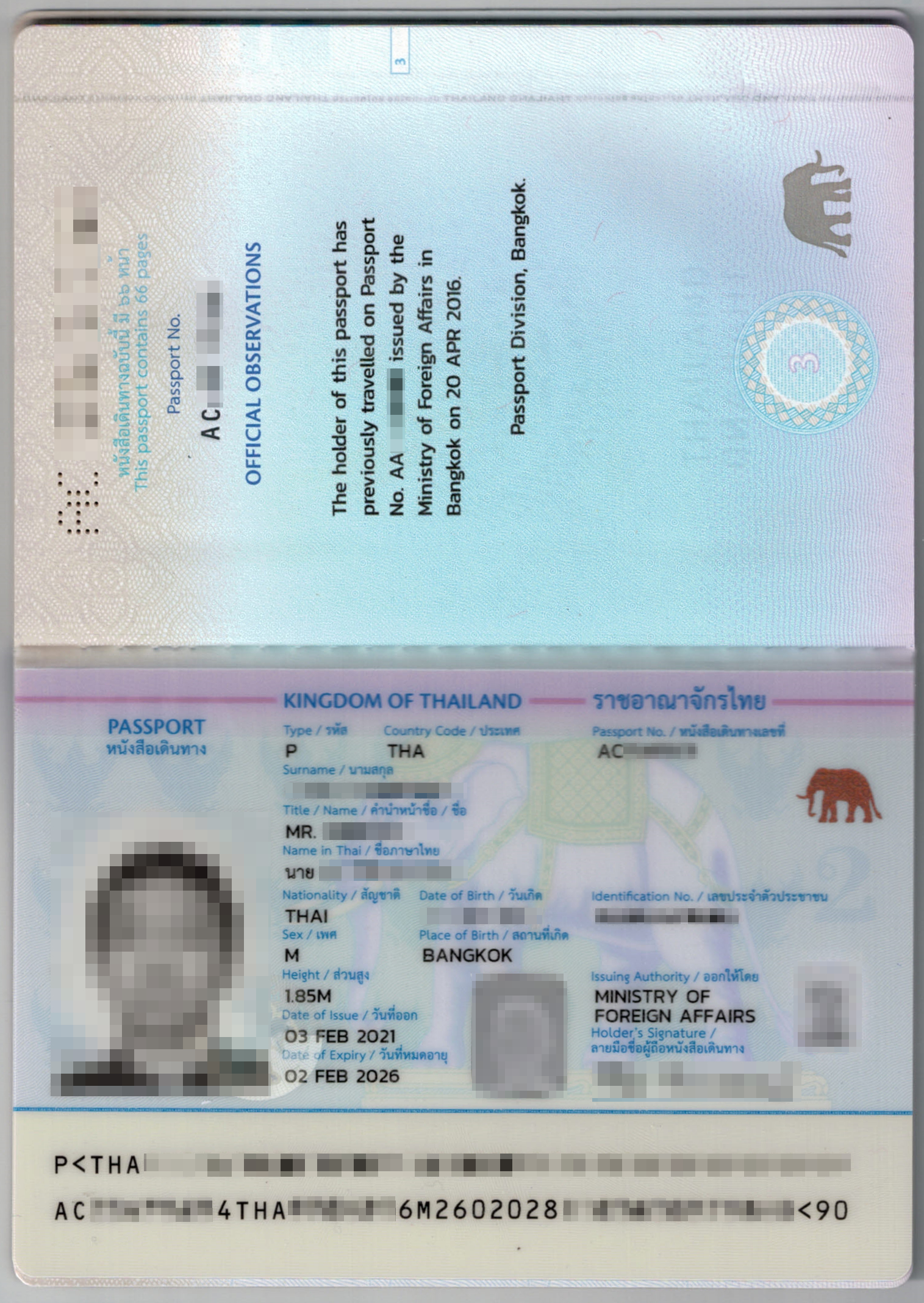
第三代泰國生物特徵護照的個人資料頁

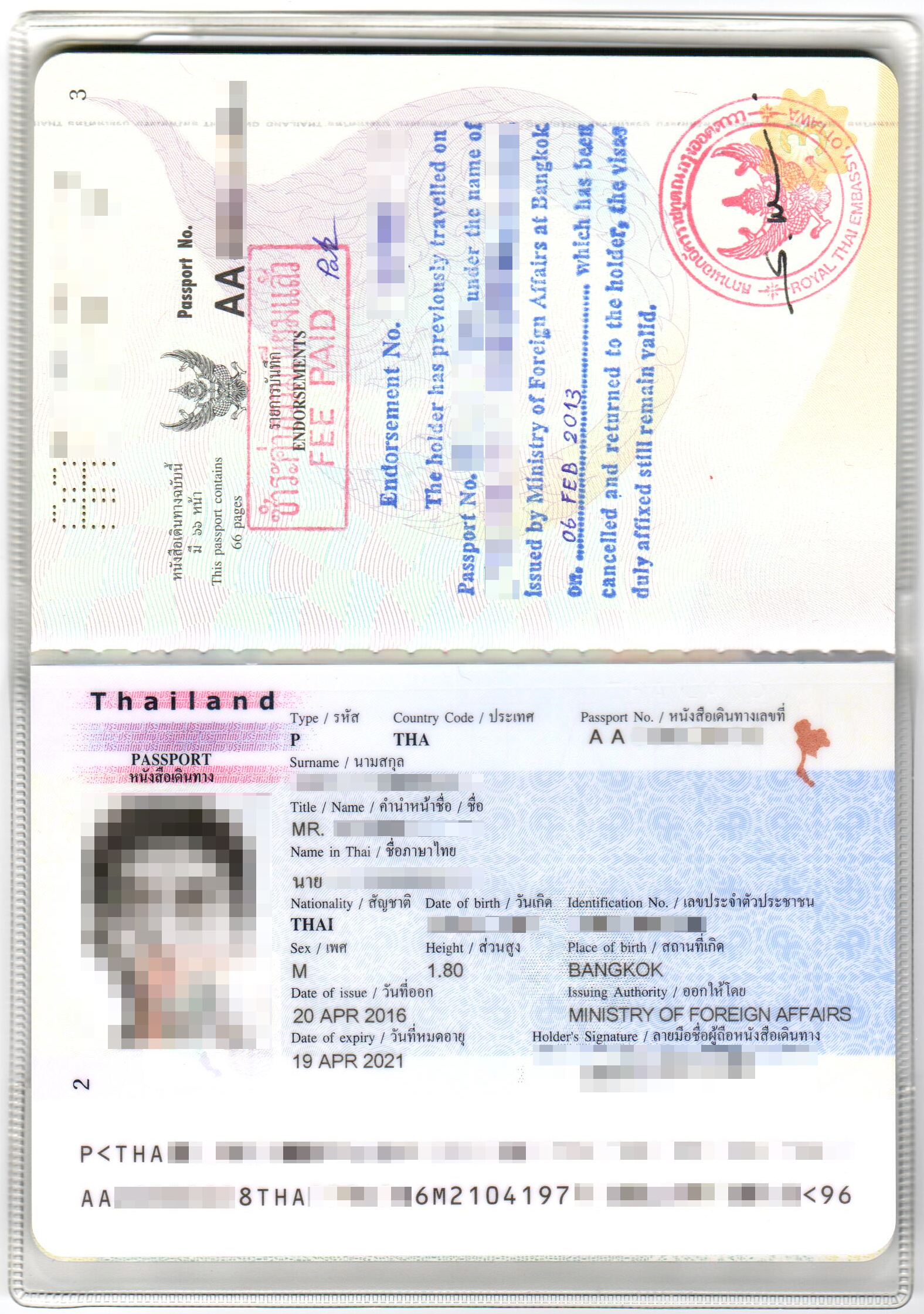
第二代泰國生物特徵護照的個人資料頁

- 国家代码/ประเทศ（'THA' 为泰国）
- 护照号码/หนังสือเดินทางเลขที่
- 姓氏/นามสกุล
- 稱謂 名字/คำนำหน้าชื่อ ชื่อ（MR./MS./MRS./Master/持有者名字）
- 泰文全名/ชื่อภาษาไทย（稱謂、名字以及姓氏）
- 国籍/สัญชาติ（'THAI'）
- 身份证号码/เลขประจำตัวประชาชน
- 出生地/สถานที่เกิด（曼谷或泰國其他府）
- 出生日期/วันเกิด（採用日-月-年格式，例如14-DEC-1989）
- 性别/เพศ（'M'男或'F'女）
- 签发日期/วันที่ออก（採用日-月-年格式）
- 有效期至/วันที่หมดอายุ（採用日-月-年格式）
- 签发机构/ออกให้โดย（泰国外交部）
- 身高/ส่วนสูง（以米为单位）
- 持照人簽名/ลายมือชื่อผู้ถือหนังสือเดินทาง（持照人簽名或按壓指印）
- 可機讀護照以P<THA开始。

## 請求聲明頁

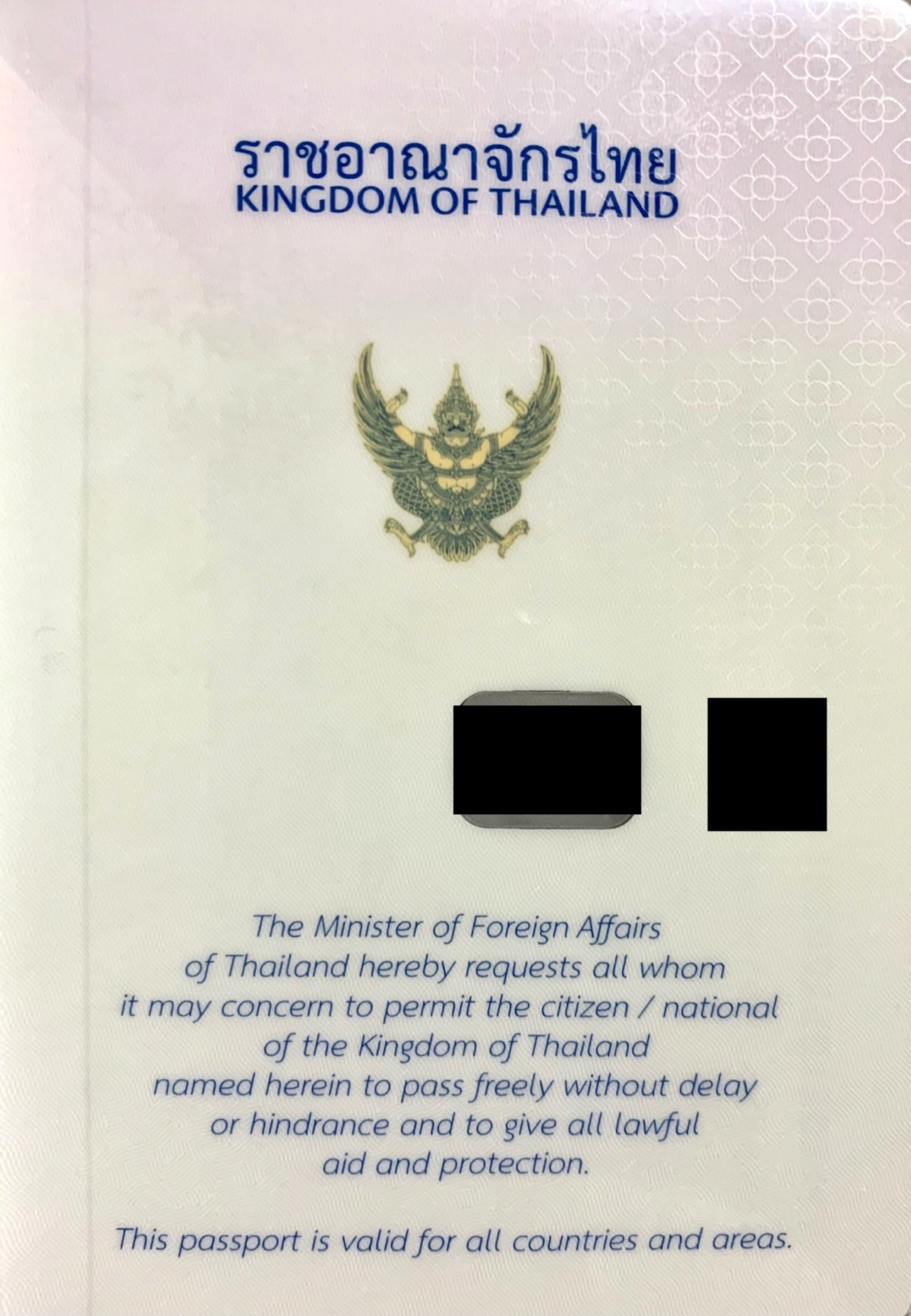
泰國護照內的請求聲明頁

泰國護照內的請求聲明頁：
The Minister of Foreign Affairs of Thailand hereby requests all whom it may concern to permit the citizen/national of the Kingdom of Thailand named herein to pass freely without delay or hindrance and to give all lawful aid and protection. This passport is valid for all countries and area.
中文翻译：
泰國外交部長特此請求各相關方准予该名泰王國公民／國民自由通行而不受阻礙或耽擱，並給予所有合法的援助和保護。本護照適用於所有國家和地區。
請求聲明僅使用英文，護照內其餘內容均同時包含泰文和英文。

## 簽證要求

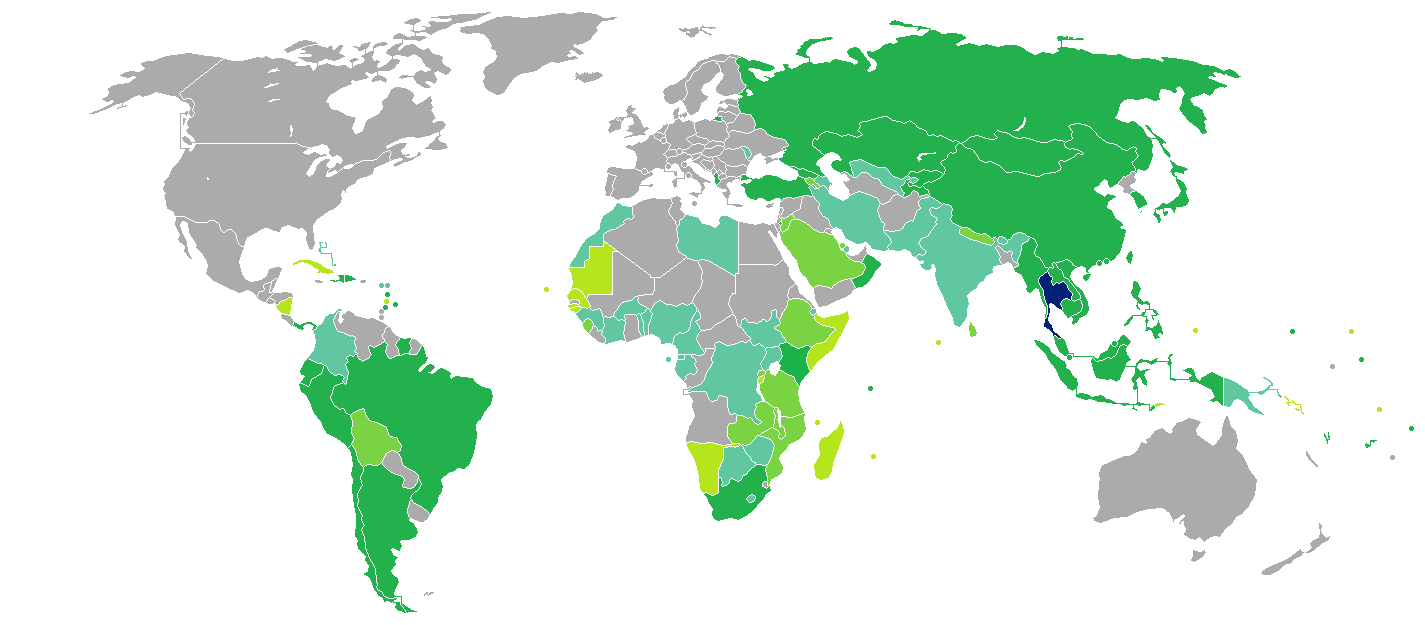
泰國普通護照的持有人可免簽證或落地簽證前往的國家和地區
泰國
免簽證
落地簽證或電子簽證
落地簽證
電子簽證

根据2025年1月8日发布的亨利护照指数，泰国护照可免签证、落地签证或电子签证入境82个国家和地区，位居世界第61。